# Simone White
Simone White (Hawaii, 7 febbraio 1970) è una cantante statunitense.
La canzone The Beep Beep Song è stata usata per la pubblicità della Audi R8 in Gran Bretagna, Francia, Italia, Paesi Bassi, Polonia, Lettonia, Lituania, Sudafrica e Svezia.

## Discografia

### Singoli
- 2006 - The American War (3:38) in The Sound the Hare Heard
- 2007 - I Didn't Have Any Summer Romance
- 2007 - The Beep Beep Song

### Album
- 2004 - Sincere Recording Co. Presents Simone White
- 2007 - I Am The Man
- 2009 - Yakiimo
- 2012 - Silver Silver